# Bułgaria na Letnich Igrzyskach Olimpijskich 1988
Bułgarię na Letnich Igrzyskach Olimpijskich 1988 reprezentowało 171 zawodników.

## Zdobyte medale
| Medal  | Zawodnik                                                       | Dyscyplina             | Konkurencja                             |
| ------ | -------------------------------------------------------------- | ---------------------- | --------------------------------------- |
| Złoto  | Christo Markow                                                 | Lekkoatletyka          | trójskok                                |
| Złoto  | Jordanka Donkowa                                               | Lekkoatletyka          | 100 m przez płotki                      |
| Złoto  | Iwajło Marinow                                                 | Boks                   | Waga papierowa (- 48 kg)                |
| Złoto  | Wania Geszewa                                                  | Kajakarstwo            | K-1 500 m                               |
| Złoto  | Lubomir Geraskow                                               | Gimnastyka             | koń z łęgami                            |
| Złoto  | Taniu Kiriakow                                                 | Strzelectwo            | Pistolet pneumatyczny 10 m              |
| Złoto  | Tanja Dangałakowa                                              | Pływanie               | 100 m stylem klasycznym                 |
| Złoto  | Sewdalin Marinow                                               | Podnoszenie ciężarów   | – 52 kg                                 |
| Złoto  | Borisław Gidikow                                               | Podnoszenie ciężarów   | 67,5 – 75 kg                            |
| Złoto  | Atanas Komszew                                                 | Zapasy                 | 90 kg w stylu klasycznym                |
| Srebro | Stefka Kostadinowa                                             | Lekkoatletyka          | skok wzwyż                              |
| Srebro | Aleksandyr Christow                                            | Boks                   | Waga kogucia (51 – 54 kg)               |
| Srebro | Wania Geszewa Diana Paliiska                                   | Kajakarstwo            | K-2 2500 m                              |
| Srebro | Adriana Dunawska                                               | Gimnastyka artystyczna | wielobój indywidualnie                  |
| Srebro | Radka Stojanova Łałka Berberowa                                | Wioślarstwo            | W2 – (dwójka bez sternika)              |
| Srebro | Weseła Leczewa                                                 | Strzelectwo            | Karabin małokalibrowy trzy postawy 50 m |
| Srebro | Antoaneta Frenkewa                                             | Pływanie               | 100 m stylem klasycznym                 |
| Srebro | Stefan Topurow                                                 | Podnoszenie ciężarów   | 56 – 60 kg                              |
| Srebro | Żiwko Wangełow                                                 | Zapasy                 | 62 kg w stylu klasycznym                |
| Srebro | Stojan Bałow                                                   | Zapasy                 | 57 kg w stylu klasycznym                |
| Srebro | Iwan Conow                                                     | Zapasy                 | 48 kg w stylu wolnym                    |
| Srebro | Rangeł Gerowski                                                | Zapasy                 | 130 kg w stylu klasycznym               |
| Brąz   | Cwetanka Christowa                                             | Lekkoatletyka          | rzut dyskiem                            |
| Brąz   | Martin Marinow                                                 | Kajakarstwo            | C-1 500 m                               |
| Brąz   | Nikołaj Buchałow                                               | Kajakarstwo            | C-1 1000 m                              |
| Brąz   | Wania Geszewa Diana Palijska Ogniana Petkowa Borisława Iwanowa | Kajakarstwo            | K-4 500 m                               |
| Brąz   | Diana Dudewa                                                   | Gimnastyka             | ćwiczenia na podłodze                   |
| Brąz   | Magdalena Georgijewa                                           | Wioślarstwo            | W1x (jedynka)                           |
| Brąz   | Wioleta Ninowa Stefka Madina                                   | Wioślarstwo            | W2x (dwójka podwójna)                   |
| Brąz   | Antoaneta Frenkewa                                             | Pływanie               | 200 m stylem klasycznym                 |
| Brąz   | Manuela Maleewa                                                | Tenis ziemny           | singiel                                 |
| Brąz   | Aleksandyr Wyrbanow                                            | Podnoszenie ciężarów   | 67,5 – 75 kg                            |
| Brąz   | Bratan Cenow                                                   | Zapasy                 | 48 kg w stylu klasycznym                |
| Brąz   | Rachmat Sofiadi                                                | Zapasy                 | 74 kg w stylu wolnym                    |
| Brąz   | Simeon Szterew                                                 | Zapasy                 | 62 kg w stylu wolnym                    |